# Арсениды кобальта
Арсениды кобальта — неорганические соединения металла кобальта и мышьяка,
серые кристаллы.
| Состав | Мол. масса | Свойства | Получение        |
| ------ | ---------- | --- | ---------------- |
| Co3As  | 251,72     | |                  |
| Co5As2 | 444,51     | Тпл.=923 |                  |
| Co2As  | 192,79     | Тпл.=958 |                  |
| Co3As2 | 326,64     | Тпл.=1014 |                  |
| CoAs   | 133,85     | Тпл.=1180, ромбическая сингония, пространственная группа P nam, параметры ячейки a = 0,515 нм, b = 0,596 нм, c = 0,351 нм, Z = 4 |                  |
| Co2As3 | 342,63     | |                  |
| CoAs2  | 208,78     | кубическая сингония, пространственная группа I m3, параметры ячейки a = 0,8287 нм                                                | минерал смальтит |
| CoAs3  | 283,70     | кубическая сингония, пространственная группа I m3, параметры ячейки a = 0,8204 нм                                                |                  |